# Verwaltungsgemeinschaft Amt Sand
De Verwaltungsgemeinschaft Amt Sand was een gemeentelijk samenwerkingsverband in het Thüringische landkreis Schmalkalden-Meiningen waarbij vier gemeenten waren aangesloten.

## Geschiedenis
De Verwaltungsgemeinschaft werd op 11 oktober 1991 gevormd en op 29 juni 1995 opgeheven. De gemeenten vormden met de gemeenten van de eveneens op die dag opgeheven Verwaltungsgemeinschaften Walldorf en Wasungen de Verwaltungsgemeinschaft Wasungen-Amt Sand. Op 1 januari 2019 gingen de gemeenten van het voormalige samenwerkingsverband op in de gemeente Wasungen.

## Deelnemende gemeenten
1. Hümpfershausen
2. Oepfershausen
3. Unterkatz
4. Wahns